# شلال

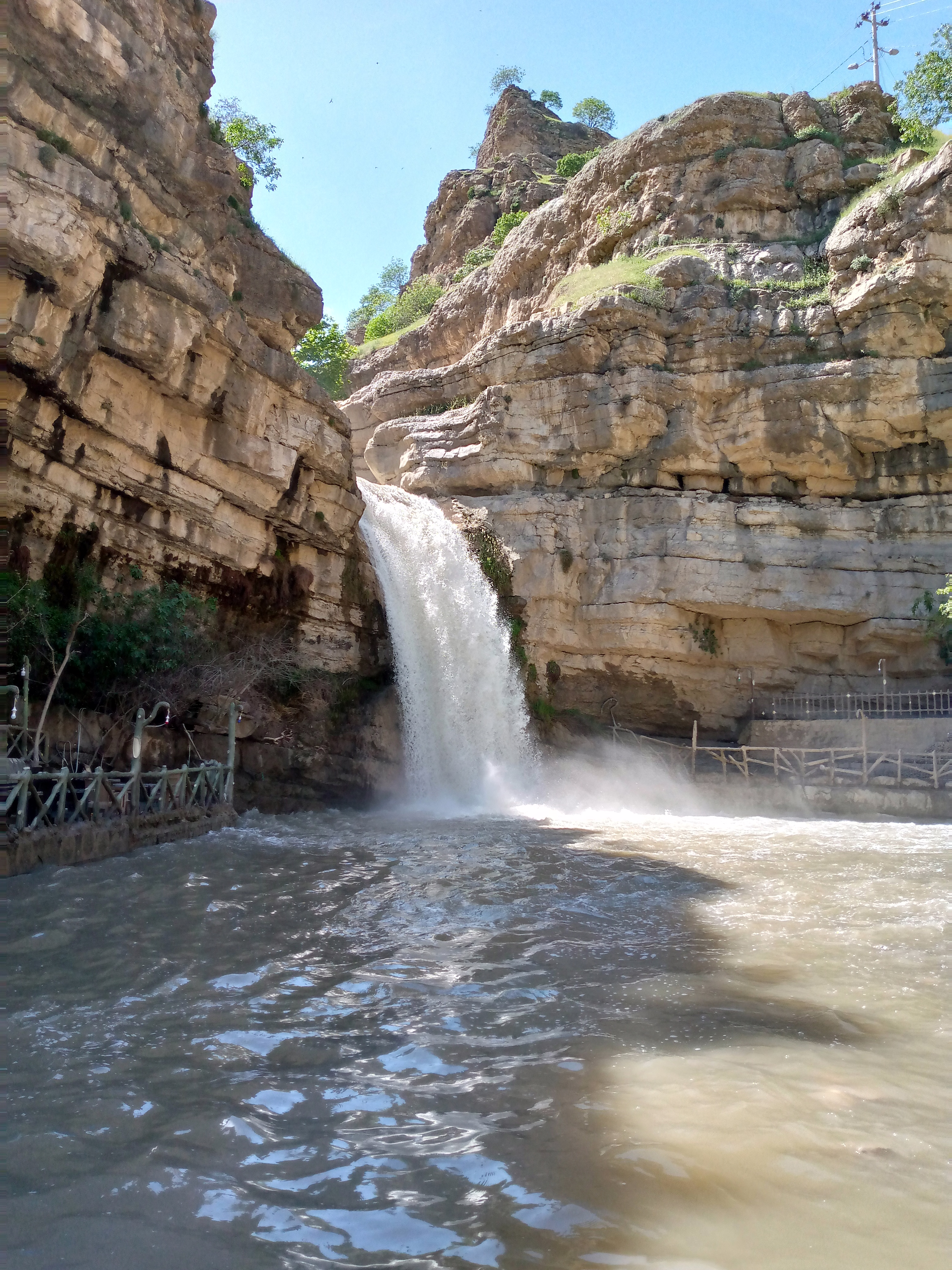
شلال كلي علي بك في أربيل

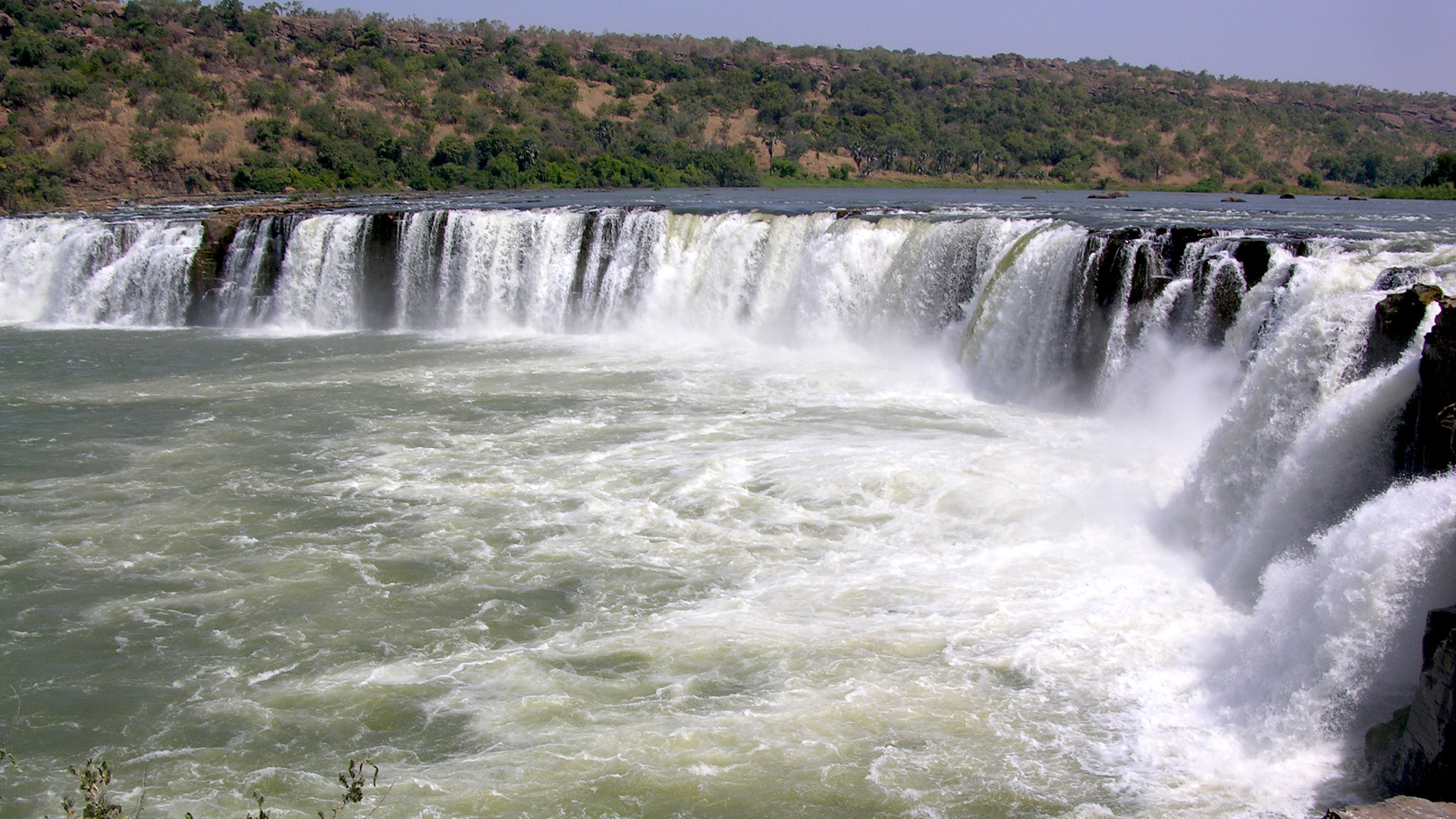
شلالات قوينة (مالي)

الشَّلال (وجمعه شَلَّالات) أو المَسْقَط المائي (وجمعه مَساقِط مائيَّة) هو سقوط مياه الأنهار من مكان مرتفع على صخور صلبة مثل (الحجر الجيري) وأخرى رخوة مثل (حجر الطفل) فيحدث تآكل للصخور الرخوة بمعدل أكبر من الصخور الصلبة فيتكون جرف شديد الانحدار هو الشلال وأيضاً يحدث بسبب ينبوع منبثق بقمة الجبال وهي حالات نادرة . وتعد شلالات نياجرا الواقعة على حدود الولايات المتحدة الأمريكية وكندا من أشهر شلالات العالم، وشلالات آنجل في فنزويلا تعد أعلى شلالات في العالم فيبلغ ارتفاعها 979 متراً. أما الجنادل فتعنى الكتل الصخرية التي تعيق حركة السفن والقوارب في مجاري الأنهار كما أن عرض بعضها قد لا يتجاوز بضعة أمتار بينما لا يزيد عرض بعضها الآخر على عشرات الأمتار كما هو الحال في شلالات نياجرا حيث يبلغ عرض القسم الكندي وهو الأعرض 919 متراً وقد تنصب مياه الشلال كحزمة واحدة بينما تنقسم مياه بعضها الآخر إلى عدد من الحزم.

## التكوين

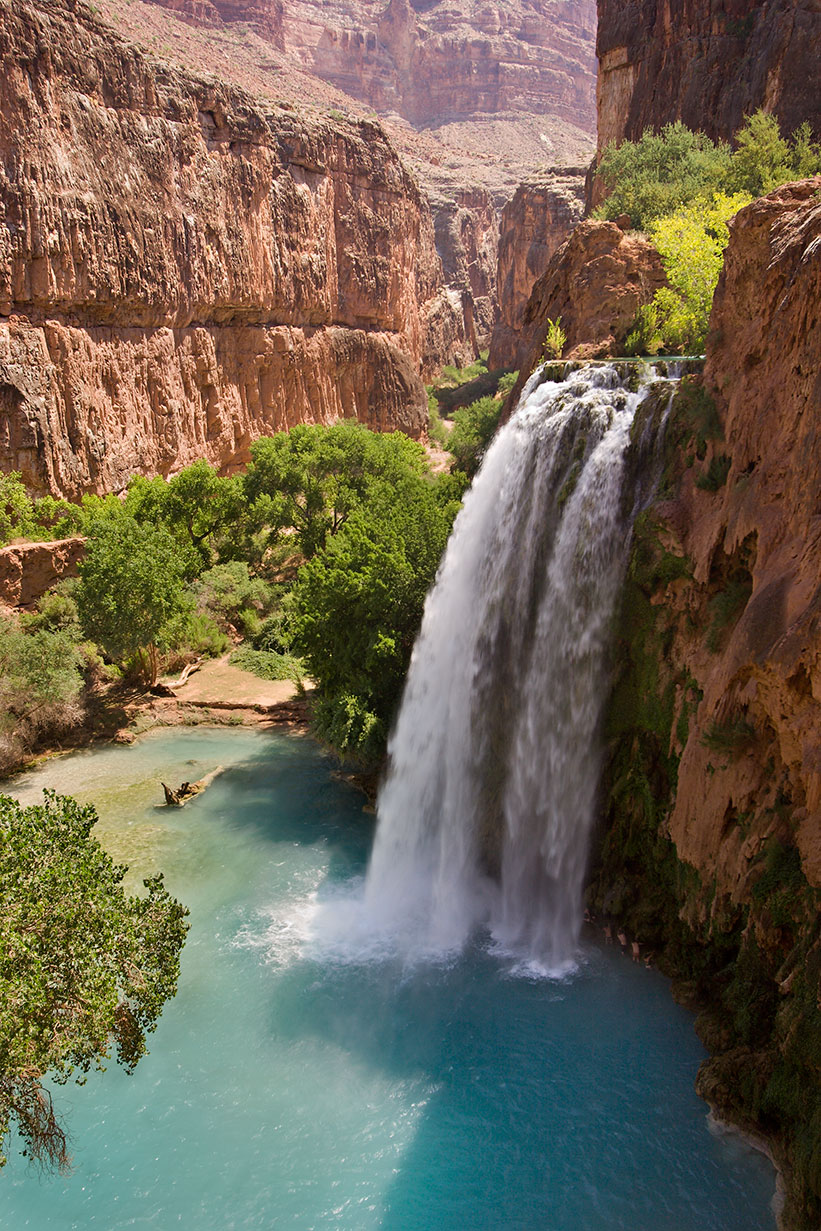
شلال هافاسو، أريزونا بالولايات المتحدة

الشلالات تتشكل عادة عندما يكون النهر في بدايته. في هذه الأوقات تكون القناة غالباً ضيقة وعميقة. في مجاري النهر على حجر الزاوية (بين النهر والشلال) يحدث التآكل ببطء، في حين يحدث تآكل المصب (أسفل الشلال) بسرعة أكبر. كما تزيد سرعة المجرى المائي عند حافة الشلال. وكما تزيد الرمال والحجارة التي يحملها المجرى المائي على قدرة التآكل وتقوم الشلالات بحت الصخور الكلسية الصلبة التي تجري عليها وبحت وتفريغ للصخور الصلبة التي لا تلبث أن تتكسر وتتهاوى عندما تفقد نقاط ارتكازها ويمكن أن يتكون الشلال من خلال حدوث انكسار في طريق النهر كالانكسار الذي يعترض طريق نهر الزمييري وتنحدر منها المياه على شكل شلال ضخم ذو شعبتين يدعى شلال فيكتوريا ويمكن أن تشكل الشلالات حاجز طبيعي يقف عائقاً في طريق النهر ويؤدي إلى تشكل بحيرة خلف تلك العوائق تنصب مياهها على شكل شلال وعندما يعلو مستواها ذلك الحاجز مثل السد البازلتي الذي سد طريق نهر العاصي في سوريا حيث تشكلت خلفه بحيرة قطنية والتي كانت مياهها تتدفق من فوقه على شكل شلال وذلك قبل أن يتم بناء سد اصطناعي فوق السد الطبيعي لزيادة كمية مياه البحيرة التي جرى توزيع مياهها للري.
ويحدث أن تكون الأرض في المكان الذي تشكل فيه الشلال متدرجة إما بسبب حدوث صدوع متجاورة في تلك المنطقة أو بسبب وجود طبقات أرضية مختلفة الصلابة وعندها تتشكل عدة شلالات متدرجة ومتتابعة كشلال القائم في مجرى نهر كولورادو في جنوب غرب الولايات المتحدة ويؤدي سقوط مياه الشلالات من ارتفاع كبير فوق أراضي ذات صخور رخوة إلى نشوء حفرة يزداد اتساعها بفعل حركة المياه المستورة فيها والتي تتخذ شكل تيار دائري ثم تتحول إلى بحيرة تجري المياه من أخفض منطقة في شواطئها لتتابع سيرها في مجراها الذي تسلكه كما هو الحال في الشلال الذي يشكله أحد روافد نهر كولومبيا في شمال غرب الولايات المتحدة الأمريكية والذي يسقط من ارتفاع 45 متراً في مياه البحيرة التي ولدها، ويتعرض سطح الشلالات للتجمد في المناطق التي تهبط درجات الحرارة فيها شتاء إلى ما دون درجة الصفر كما هو الحال في شلالات نياجرا.
في بعض الشلالات التي تكون الطبقات الصخرية القائمة مائلة نحو الجهة التي تغذي الشلال بمياهه وتكون مغطاة بطبقات لحقية فإن النحت التراجعي للشلال يؤدي في النهاية إلى بلوغ الطبقات اللحقية وشق طريق مستقيم للمياه فيها ينسجم ميله مع ميل وادي النهر وعندها يختفي الشلال وتزول آثاره.

## معرض صور

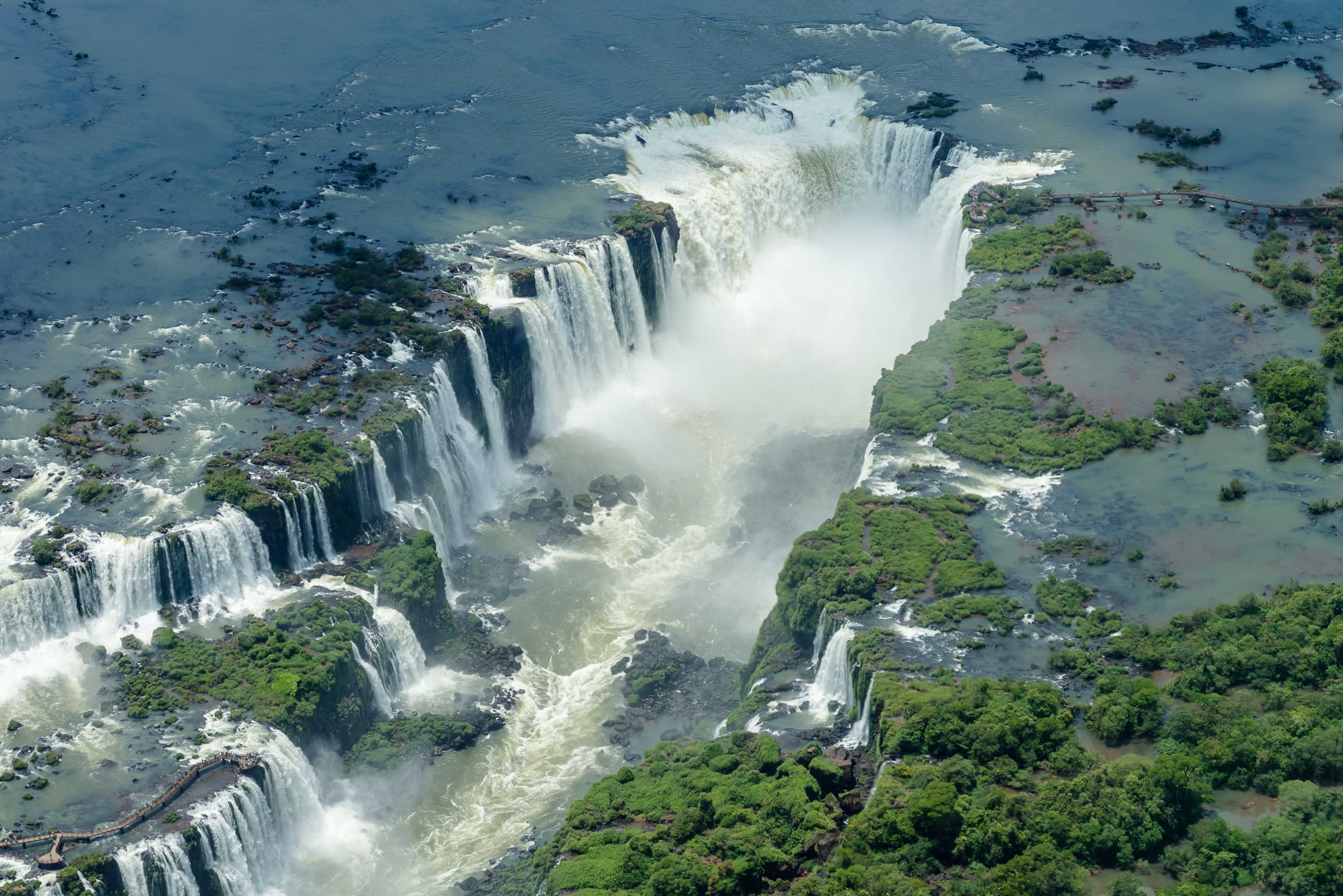
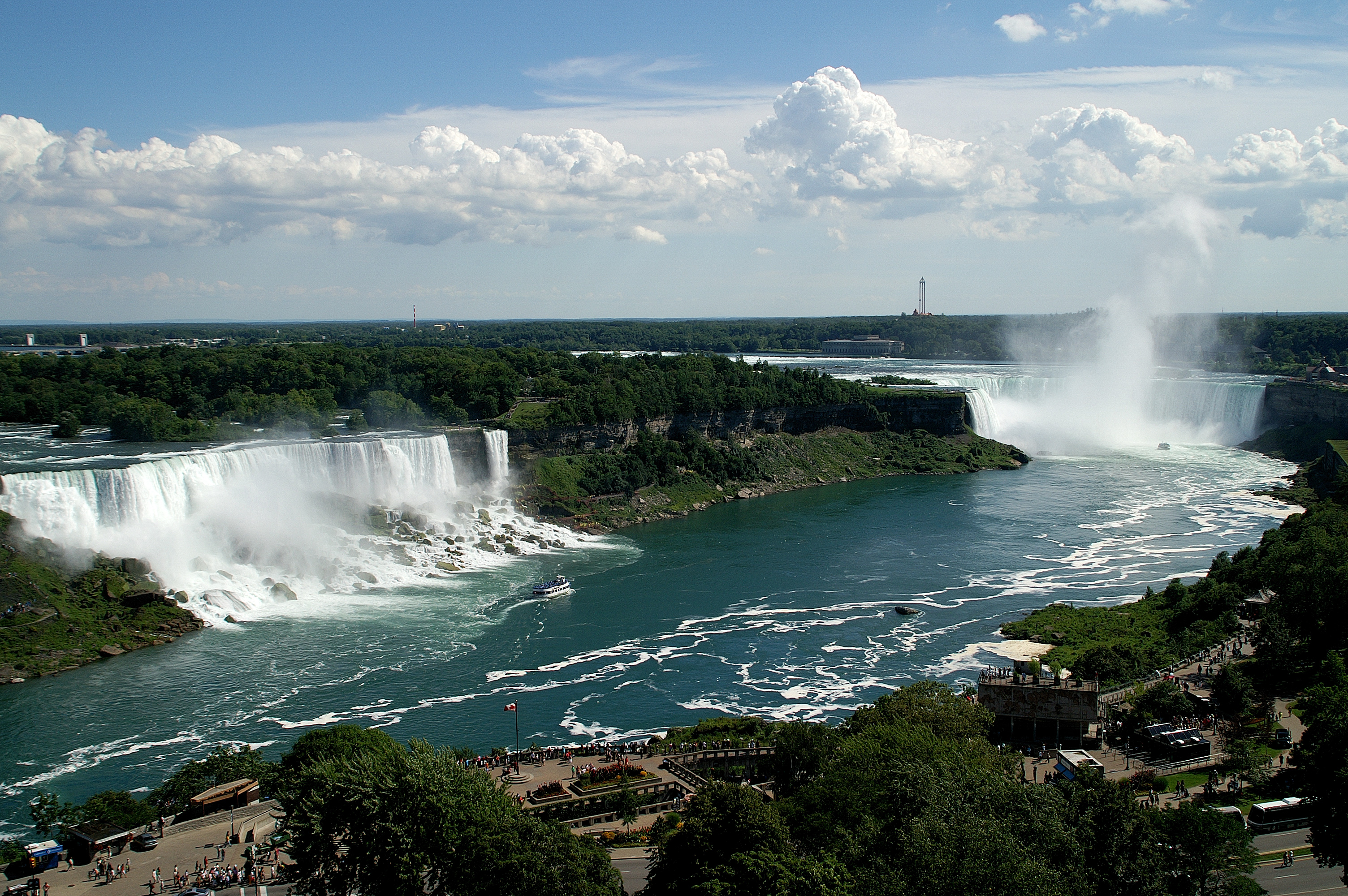
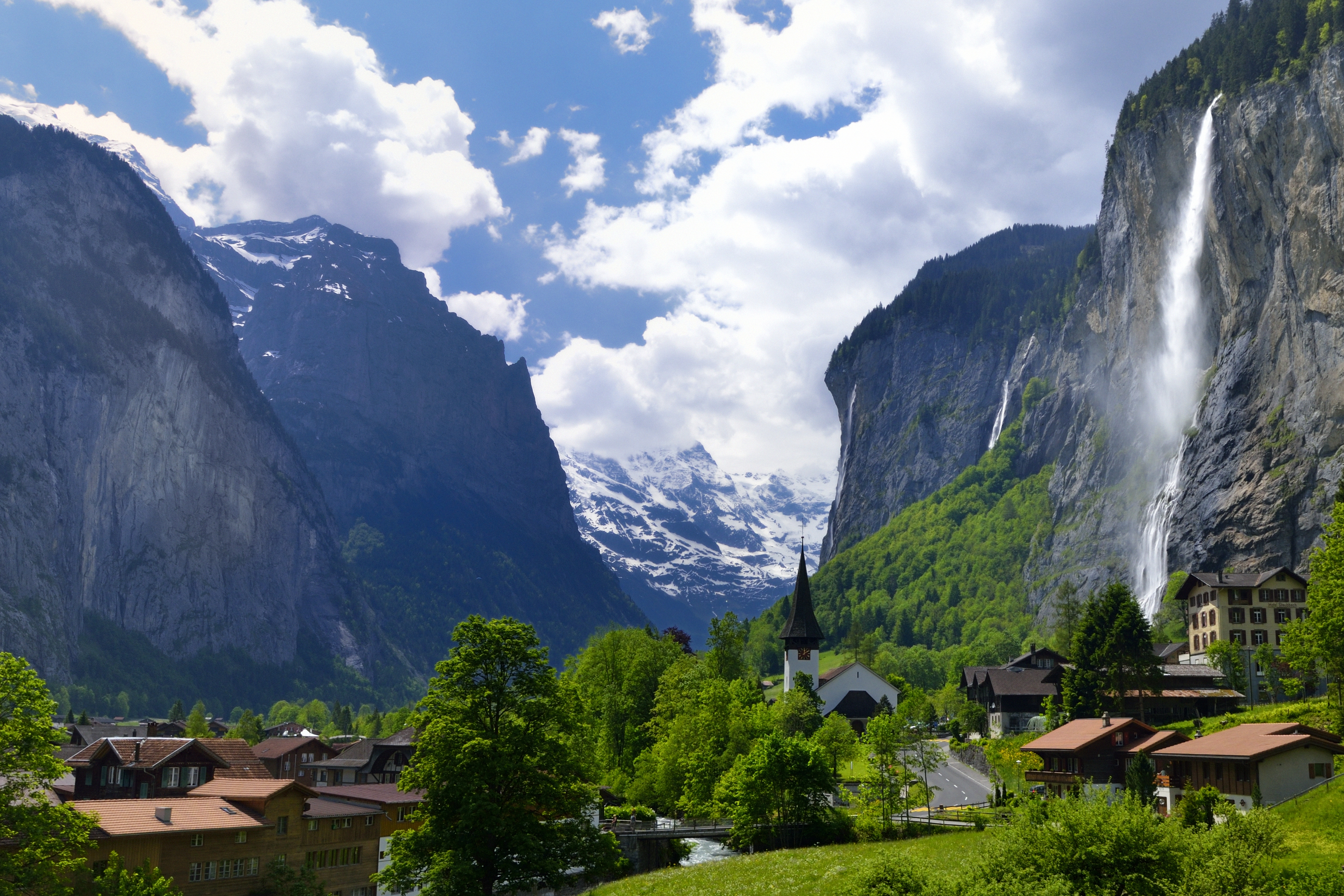
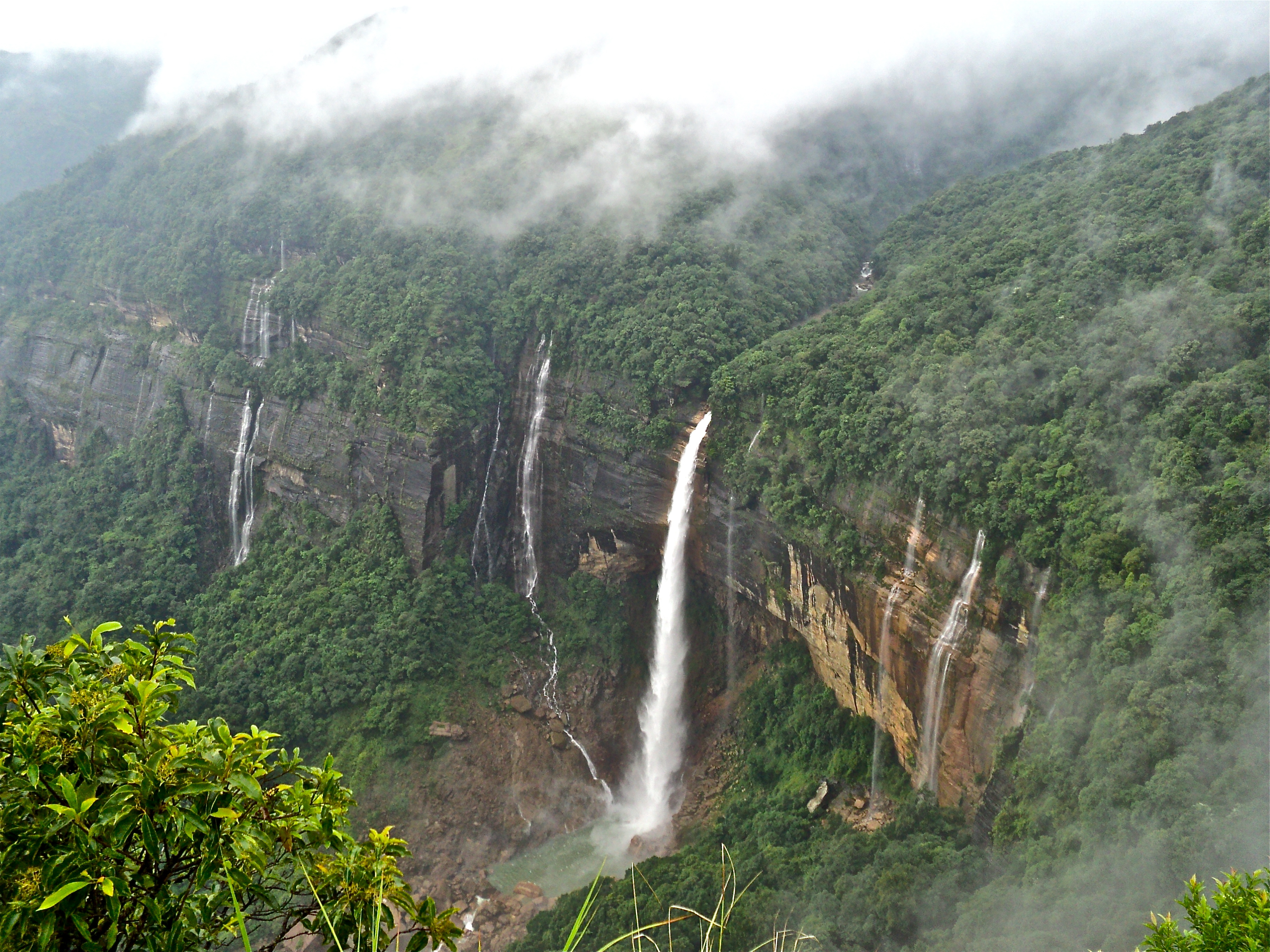
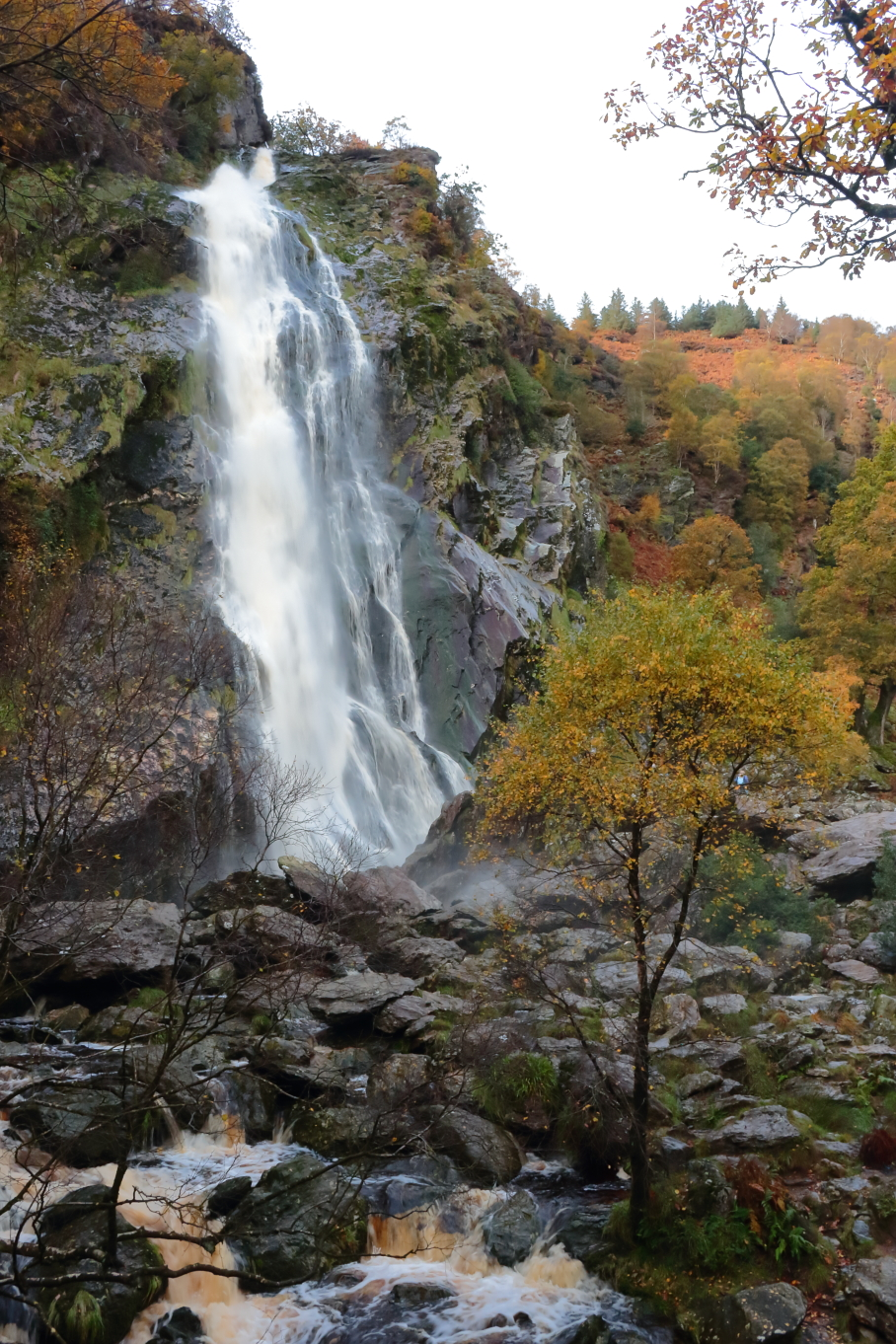
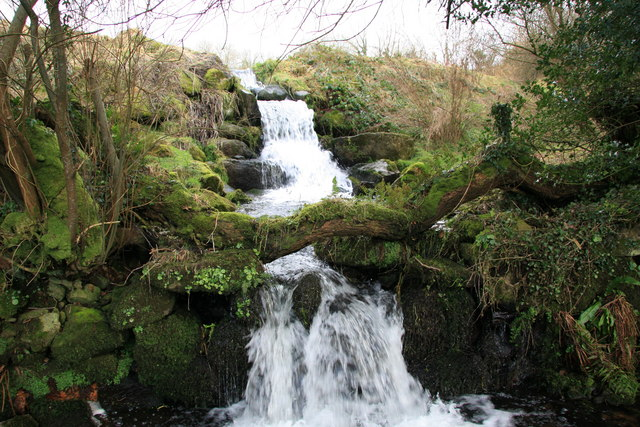
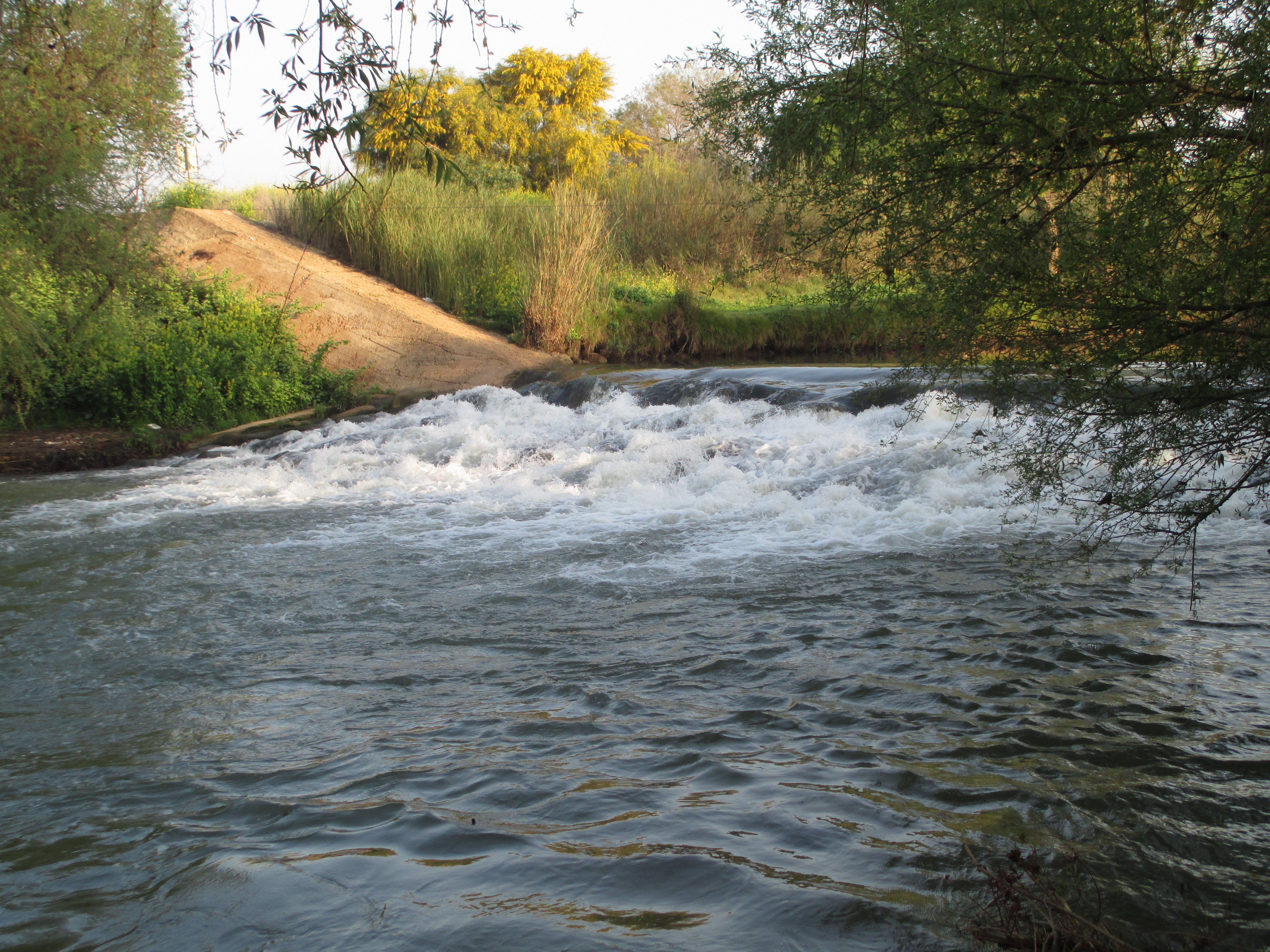
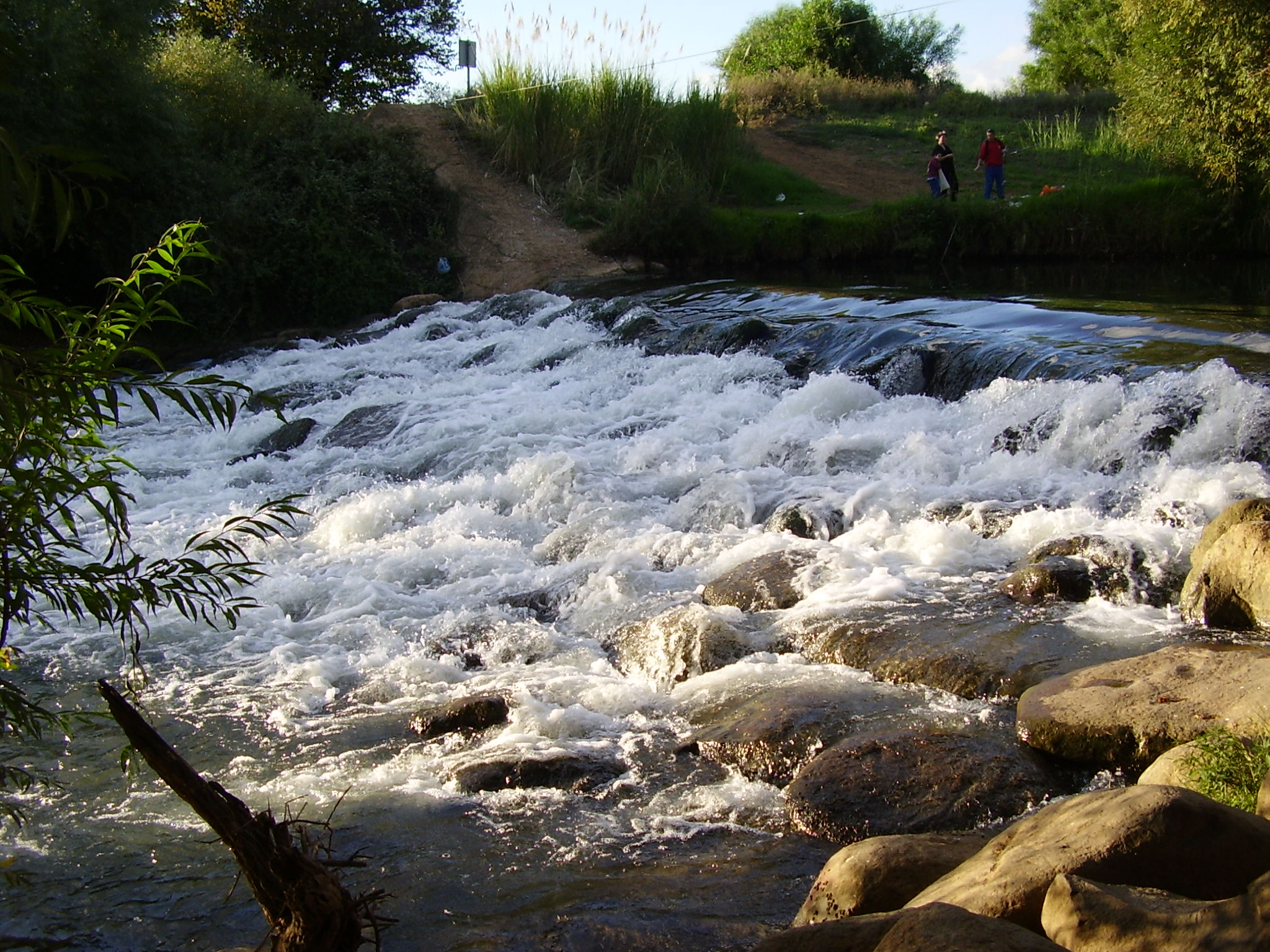
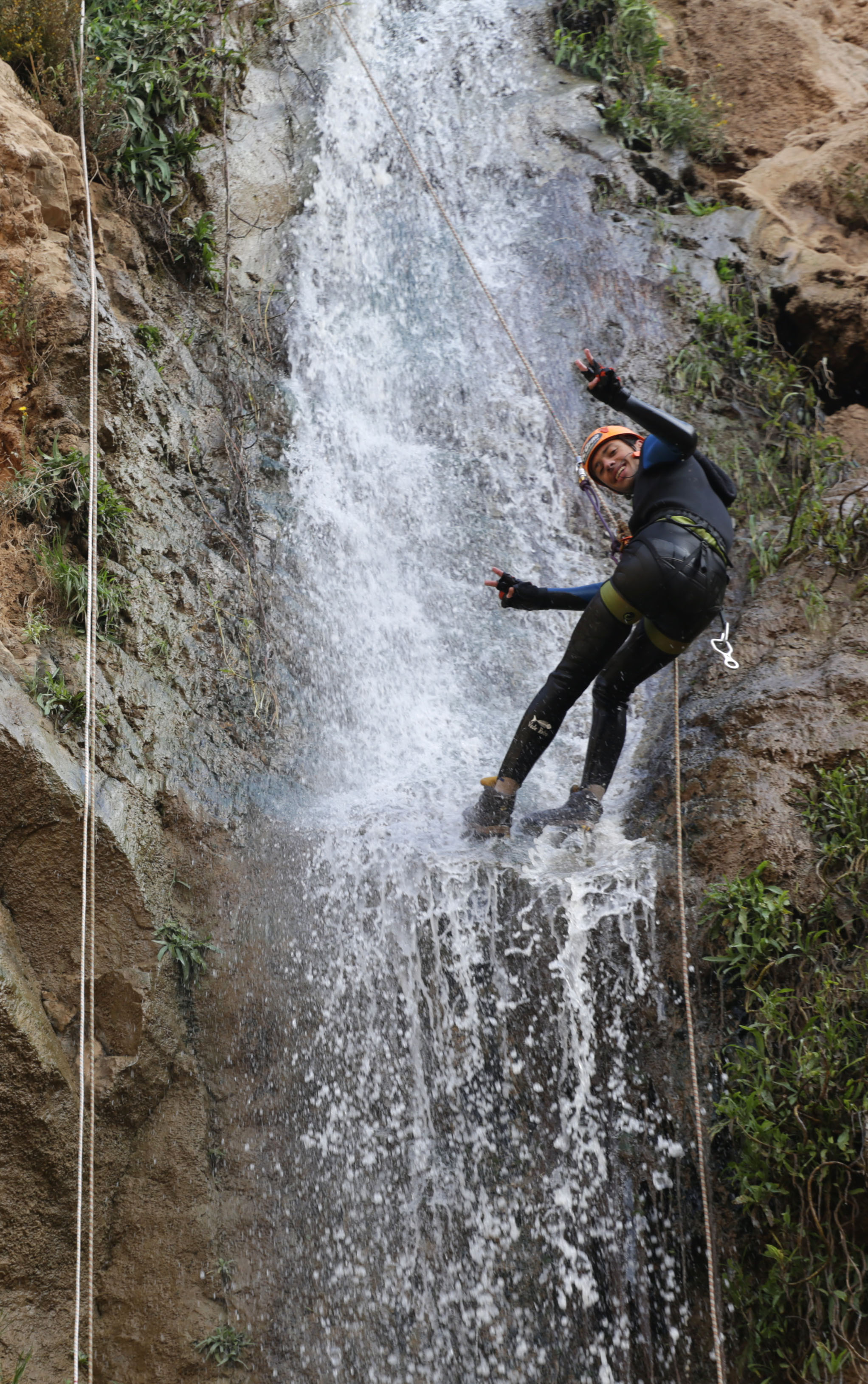
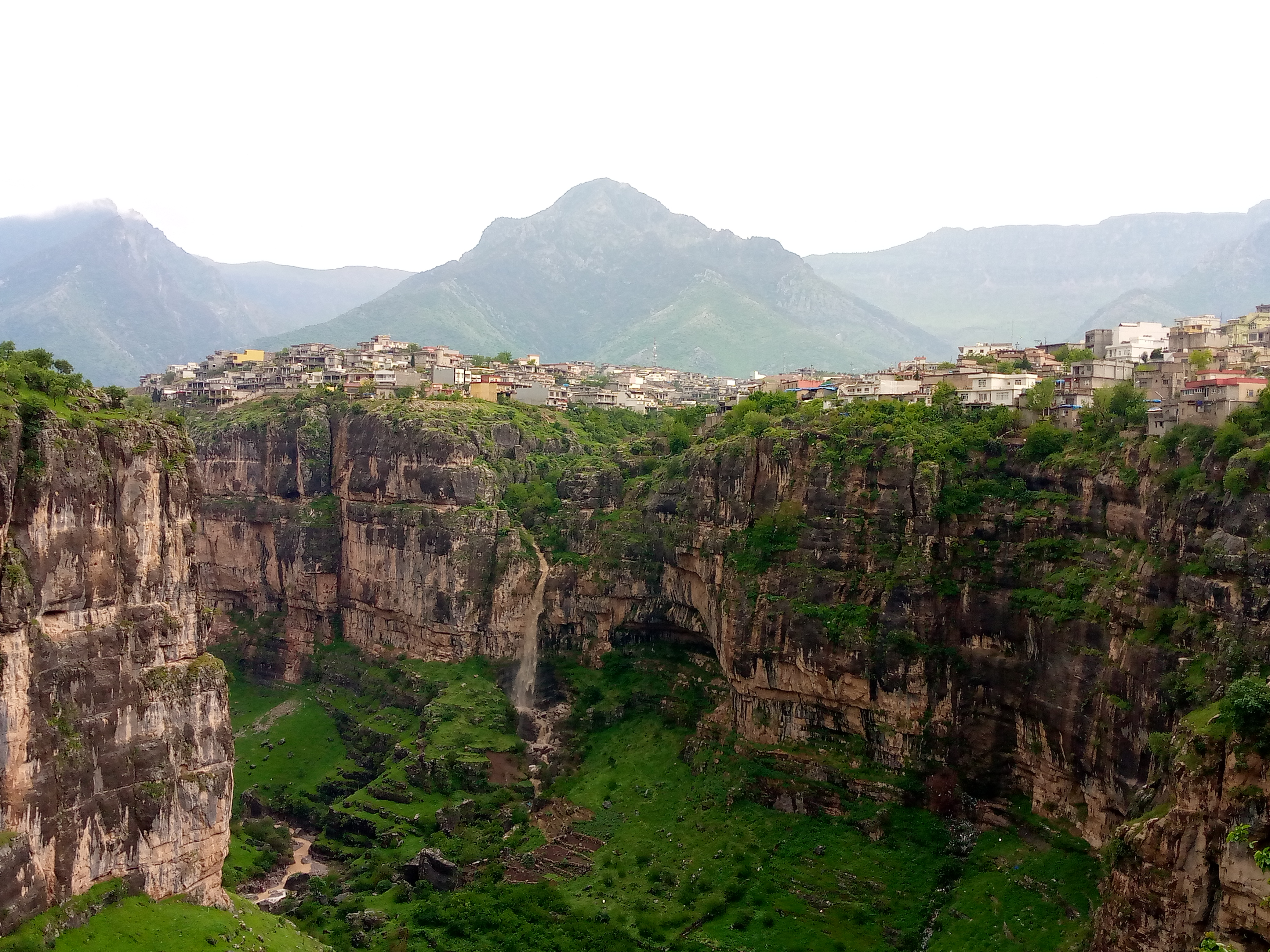